# شهرستان واروا
شهرستان واروا (به لاتین: Varva Raion) یک سکونتگاه مسکونی در اوکراین است که در استان چرنیهیو واقع شده‌است.

## خصوصیات
شهرستان واروا ۵۹۰ کیلومترمربع مساحت و ۱۶٬۸۴۸ نفر جمعیت دارد.